# Lažany (district de Blansko)
Pour les articles homonymes, voir Lažany.
Lažany (en allemand : Laschan, précédemment : Lazan) est une commune du district de Znojmo, dans la région de Moravie-du-Sud, en République tchèque. Sa population s'élevait à 409 habitants en 2020.

## Géographie
Lažany se trouve à 8 km à l'ouest de Blansko, à 19 km au nord-nord-ouest de Brno et à 172 km au sud-est de Prague.
La commune est limitée par Újezd u Černé Hory au nord-ouest et au nord, par Milonice à l'est, par Lipůvka au sud-est et au sud, et par Malhostovice au sud-ouest.

## Histoire
La première mention écrite de la localité date de 1353.